# TVP Sport
TVP sport est un chaine de télévision polonaise consacrée au sport, elle appartient au groupe Polonais Telewizja Polska. Lancé en 2006, elle est disponible sur Cyfra +, Cyfrowy Polsat et sur le câble.

## Histoire

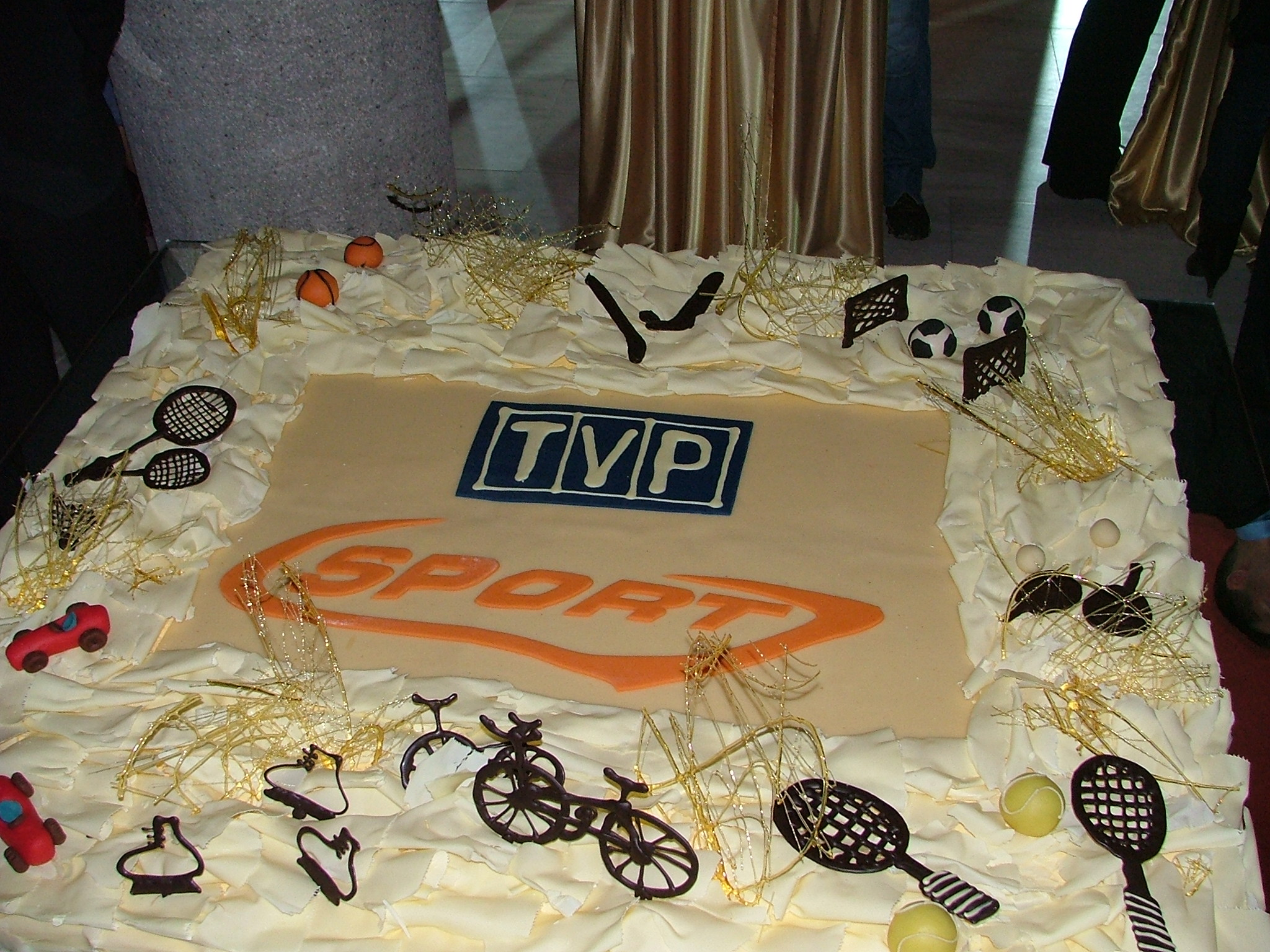
Premier anniversaire de TVP sport en 2007.

Le projet d'une chaine sportive publique nait en 2004. La chaine TVP est lancée 2006.
En 2014, la chaine est passée en HD.

## Droit télévisés

### Football
- UEFA Champions League
- Coupe du monde de football
- Coupe du monde de football des moins de 17 ans
- Coupe du monde de football des moins de 20 ans
- Copa América
- Coupe du monde de football féminin
- Coupe du Roi
- Supercoupe de Turquie de football

### Jeux olympiques
- Jeux olympiques d'été
- Jeux olympiques d'hiver

### Badminton
- Yonex polish open

### Biathlon
- Coupe du monde de biathlon
- Championnat du monde de biathlon

### Ski de fond
- Coupe du monde de ski de fond
- Championnat du monde de ski de fond

### Hockey sur glace
- Coupe de Pologne de hockey sur glace
- Championnat du monde de hockey sur glace

### Cyclisme
- Tour de Pologne

### Athlétisme
- Championnat du monde d'athlétisme
- Championnat d'Europe d'athlétisme
- Championnats du monde d'athlétisme en salle

### Handball
- Championnat du monde de handball masculin
- Championnat du monde de handball féminin
- Championnat d'Europe de handball masculin
- Championnat d'Europe de handball féminin

### Saut à ski
- Tournée des quatre tremplins
- Championnat du monde de saut à ski
- Coupe du monde de saut a ski
- Championnat de Pologne de saut a ski
- Grand Prix d'été de saut à ski

### Tennis
- WTA Tour
- Coupe Davis

### Tennis de table
- ITTF Pro Tour

### Speedway
- Ligue de Pologne

## Magazines
- Sportowy Wieczór ("Sport du soir") (info)
- Droga do Brazylii  ("Route pour le Brésil") : magazine de qualification pour le mondial 2014.
- Legendy futbolu ("Légende du football")
- Borussia Dortmund TV